# Rolf Graf
Rolf Graf (Unterentfelden, 19 augustus 1932 – Baden, 18 januari 2019) was een Zwitsers wielrenner.

## Belangrijkste overwinningen
1954
- Gent-Wevelgem
- Luzern-Engelberg

1955
- GP de Suisse
- GP de Lugano
- 4e etappe Ronde van Romandië

1956
- Zwitsers kampioen op de weg, profs
- 5e etappe Ronde van Zwitserland
- 6e etappe Ronde van Zwitserland
- Eindklassement Ronde van Zwitserland
- Trofeo Baracchi (met André Darrigade)
- 3e etappe Rome-Napels-Rome
- Grote Prijs van Locle

1957
- 6e etappe Ronde van Zwitserland

1958
- Grote Prijs van Locle

1959
- Zwitsers kampioen op de weg, profs
- 1e etappe deel A Ronde van Romandië
- 12e etappe Ronde van Frankrijk
- 19e etappe Ronde van Frankrijk
- 22e etappe Ronde van Italië
- 1e etappe Ronde van Zwitserland

1960
- 19e etappe Ronde van Frankrijk

1961
- 3e etappe Ronde van Zwitserland
- 4e etappe Ronde van Zwitserland

1962
- Zwitsers kampioen op de weg, profs
- GP de Lugano
- 3e etappe deel B Ronde van Romandië

## Belangrijkste ereplaatsen
1952
- 5e in de Trofeo Baracchi (met Ferdi Kübler)

1954
- 5e in het Zwitsers kampioenschap op de weg

1956
- 2e in de GP de Lugano
- 4e in de Grand Prix des Nations

1957
- 2e in de Trofeo Baracchi (met Alcide Vaucher)
- 4e in de Ronde van Romandië

1959
- 2e in de Ronde van Romandië

1960
- 2e in het Zwitsers kampioenschap op de weg
- 5e in de GP de Lugano

1961
- 2e in het Zwitsers kampioenschap op de weg
- 2e in de GP de Lugano

1962
- 4e in het Kampioenschap van Zürich

## Resultaten in voornaamste wedstrijden
| Jaar | Ronde van Italië | Ronde van Frankrijk | Ronde van Spanje |
| ---- | ---------------- | ------------------- | ---------------- |
| 1953 | opgave           |                     |                  |
| 1954 |                  | opgave              |                  |
| 1955 |                  | opgave              |                  |
| 1956 | opgave           |                     |                  |
| 1957 |                  | opgave              |                  |
| 1959 | 29e (1)          | 21e (2)             |                  |
| 1960 |                  | 70e (1)             |                  |
| 1961 |                  | 60e                 |                  |
| 1962 | opgave           |                     |                  |
| 1963 |                  |                     |                  |

| Jaar | Milaan-San Remo | Gent-Wevelgem | Ronde van Lombardije | Waalse Pijl |  | WK op de weg |
| ---- | --------------- | ------------- | -------------------- | ----------- |  | ------------ |
| 1953 |                 |               |                      |             |  |              |
| 1954 |                 | Goud          |                      | 35e         |  |              |
| 1955 |                 | 30e           | 11e                  |             |  |              |
| 1956 |                 |               |                      |             |  |              |
| 1957 | 74e             |               |                      |             |  |              |
| 1959 |                 |               |                      |             |  |              |
| 1960 |                 |               | 79e                  |             |  |              |
| 1961 | 53e             |               |                      |             |  | 32e          |
| 1962 |                 |               |                      |             |  | 34e          |
| 1963 | 39e             |               |                      |             |  |              |